# Sweets and Sour Marge
«Sweets and Sour Marge» — восьмий епізод 13 сезону серіалу «Сімпсони». У США з'явився у 2002 році, у Україні 14 грудня 2008 року.

## Сюжет
Гомер вирішує поставити власний рекорд і купує книгу рекордів Гіннеса, де бачить що усі його ідеї вже обійшли. Тоді він придумує нову безумну ідею — вистроїти стіну з мешканців Спрингфілда, куди швидко записуються охочі люди і знайомі Гомера — разом у стіні перебувало близько 400 чоловік — і майже усі дієві персонажі Спрингфілда. Збудувати живу стіну Гомер вирішує біля ратуші Спрингфілда. Туд сходяться також і інспектори, щоб записати рекорд. Родина Сімпсонів лізе на самий верх. Протягом
шоу мешканці Спрингфілда обміннються думками:
Красті: Нічого собі побудували!
Вольфкасл: Це як у Макбейні 34, шкода що тоді іншопланетяни усіх розстріляли...
Красті: Знаєш, я таку груповуху бачив лише на підпільних порнокасетах. Ми продаємо їх у Таїланд, а кошти йдуть для бомжів.
Вольфкасл: Може не бреши вже так відверто...
Красті: Добре, я лишаю їх собі, тільки не кажи, що мій підвал забитий порнухою!
Тим часом Гомер піднімає Меггі собі на плечі і стіна має протриматися 3 секунди. Раптом Кірні і Джимбо сваряться, стіна падає і утворюється живий ком зі спрингфілдців, який по дорозі збиває самогубцю, Ганса Молемана і Агнес Скіннер. Ком рухається на ваги для вантажівок і люди падають на ваги. Ваги показують сумарну вагу 64.125 тонн. Інспектори перевіряють і вирішують що Спрингфілд — найжирніше місто у США і середня вага за підрахунками — 106.2 кілограма на людину.
Тоді Квімбі збирає народ Спрингфілда і оголошує місто найжирнішим у США. Люди радіють і випускають животи і перестають втягувати. А от Бджоловік вміє перекидати жир зверху униз. Бачачи трюки інших, Гомер теж випускає справжній живіт і святкує з іншими, а от Мардж думає як врятувати Спрингфілд він ще більшого ожиріння і смертності від цього...
Удома, Мардж вирішує не готувати нічого жирного, і каже «Не розумію, чому наше місто так ожиріло». Гомер переходить на пайок грейпфрутами, а Барт і Ліса можуть їсти лише боби. На цьому Мардж не зупиняється, коли бачить у Квікі-Марті повсюди калорійну їжу і відправляється до компанії яка виробляє цукор, де скаржиться на директора і обіцяє подати у суд. Суд відбувається і поліція зобов'язана знищити усі кондитерські вироби, при чому ледь цим не доводить до інфаркту Віггама. Гомер же лютує і кричить на Мардж, бо не має що їсти солодкого, а Мардж настільки весела, що не хоче з ним сваритися.
Тоді Гомер йде у Квікі Март де Апу обіцяє йому провести у штаб компанії виробництва цукру всередині статуї Жирного Хлопця. Там директор пропонує Гомеру допомогти з контрабандою цукру з острова. Гомер бере Барта і вони вивозять цукор з острова, ледь не бувши застрелені піратами. По дорозі додому їх настигає катер Віггама, але Гомер втікає і катер з Віггамом сідає на берегову міль. На пристані Мардж просить Гомера одуматися і викинути цукор і він викидає цукор у воду, але люди, разом з Гомером, Бартом та Лісою пірнають наїстися. Мардж розуміє, що була неправа і суддя Снайдер, який поряд тренувався скасовує наказ про заборону і одразу сриба у воду за цукром. Єдиний хто постраждав — це Ленні, який роздробив собі зуби, переплутавши мушлі з кристалами цукру.